# Emmanuelle Auriol
Pour les articles homonymes, voir Auriol.
 (octobre 2021).
Emmanuelle Auriol, née le 5 décembre 1966 à Toulouse, est une économiste française.

## Biographie
Emmanuelle Auriol est chercheur IDEI et membre de l'École d'économie de Toulouse (TSE). Elle est également membre du Cercle des économistes.
Professeur d'économie à l'université d'Aix-Marseille (1996-1997) puis à l'université Toulouse I - Capitole (1998-), elle s'est surtout consacrée à l'étude de la régulation et de la théorie des organisations, notamment l'organisation industrielle et l'économie du développement.
Elle contribue régulièrement au journal Le Monde, et à différents titres de la presse économique.
En 2015, face aux problèmes posés par l'immigration clandestine, elle propose dans Libération de « légaliser l'immigration économique en vendant des visas aux gens qui souhaitent travailler chez nous »,.
Lors de l'élection présidentielle de 2017, elle apporte son soutien à Emmanuel Macron.

## Distinctions
- 1993 : Mention spéciale du prix de thèse de l'Association Française de Science Economique (AFSE)
- 1996 : Prix de l'Association française des banques
- 2002 : Nommée pour le prix du meilleur jeune économiste de France du journal Le Monde[9]
- 2003 : Médaille de bronze du CNRS (Centre national de la recherche scientifique)[10]
- 2003 : Membre junior de l'Institut universitaire de France
- 2010-2014 : Membre du Conseil de la European Economic Association[11]
- 2009-2012 : Subvention de recherche ANR sur « Achat public et capture des rentes : le cas du Paraguay »
- 2016 : Membre senior de l'Institut universitaire de France[12]

## Publications

### Ouvrages
- Pour en finir avec les mafias : sexe, drogue et clandestins : et si on légalisait ?, Armand Colin, 2016  (ISBN 978-2200613297)

### Articles dans des revues à comité de lecture
- « Education and Migration Choices in Hierarchical Societies: The Case of Matam, Senegal », Regional Science and Urban Economics. doi:10.1016/j.regsciurbeco.2012.04.005.(avec Jean-Luc Demonsant (Universidad Autonoma de Nuevo Leon))[ Texte complet (Fichier PDF, 406 Ko) ]
- « On the Optimal Number of Representatives », Public Choice. doi:10.1007/s11127-011-9801-3.(avec Robert J. Gary-Bobo)[ Version finale_Document de travail (Fichier PDF, 407 Ko) ]
- « A Theory of BOT Concession Contracts », Journal of Economic Behavior and Organization. doi:10.1016/j.jebo.2011.10.003.(avec Pierre M. Picard)[ Texte complet (Fichier PDF, 308 Ko) ]
- « The Marginal Cost of Public Funds and Tax Reform in Africa », Journal of Development Economics, vol. 97, no 1, janvier 2012, p. 58-72. doi:10.1016/j.jdeveco.2011.01.003.(avec Michael Warlters)[ Version finale_Document de travail (Fichier PDF, 509 Ko) | CGE model of "The marginal cost of public funds and tax reform in Africa" (30 Ko) ]
- « Government Outsourcing: Public Contracting with Private Monopoly », The Economic Journal, vol. 119, no 540, octobre 2009, p. 1464-1493. doi:10.1111/j.1468-0297.2009.02291.x.(avec Pierre M. Picard)
- « Capture and Corruption in Public Utilities: the Cases of Water and Electricity in Sub-Saharan Africa », Utilities Policy, vol. 17, no 2, juin 2009, p. 203-216.(avec Aymeric Blanc)
- « Infrastructure and Public Utilities Privatization in Developing Countries », The World Bank Economic Review, vol. 23, no 1, 2009, p. 77-100. doi:10.1093/wber/lhn014.(avec Pierre M. Picard)
- « Status and Incentives », The RAND Journal of Economics, vol. 39, no 1, Spring 2008, p. 305-326.(avec Régis Renault)
- « On Robust Constitution Design », Theory and Decision, vol. 62, no 3, mai 2007, p. 241-279.(avec Robert J. Gary-Bobo)
- « Corruption in Procurement and Public Purchase », International Journal of Industrial Organization, vol. 24, no 5, septembre 2006, p. 867-885.
- « Telecommunication Reforms in Developing Countries », Communications & Strategies, Special Issue, IDATE, Montpellier, novembre 2005, p. 31-53.
- « Taxation Base in Developing Countries », Journal of Public Economics, vol. 89, no 4, Special Issue: Cornell - ISPE Conference on Public Finance and Development, avril 2005, p. 625-646. doi:10.1016/j.jpubeco.2004.04.008.(avec Michael Warlters)
- « Career Concerns in Teams », Journal of Labor Economics, vol. 20, no 2, avril 2002.(avec Guido Friebel et Lambros Pechlivanos
- « Incentive Hierarchies », Annales d'Économie et de Statistique, no 63-64, Institut national de la statistique et des études économiques, Paris, juillet-décembre 2001, p. 261-282.(avec Régis Renault)
- « Convergence and Oscillation in Standardization Games », Journal of Economics, vol. 15, no 1, 2001, p. 39-55.(avec Michel Benaim)
- « Standardization in Decentralized Economies », American Economic Review, vol. 90, 2000, p. 550-570.(avec Michel Benaim)
- « Concurrence par Comparaison : un point de vue normatif », Revue économique, vol. 51, 2000, p. 621-634.
- « Deregulation and Quality », International Journal of Industrial Organization, vol. 16, 1998, p. 169-194.
- « Monopole ou duopole : l'effet de comparaison », Annales d'Économie et de Statistique, no 31, Institut national de la statistique et des études économiques, Paris, juillet-septembre 1993, p. 1-31.
- « Une Note sur l'Effet d'Echantillonnage », Revue Économique, vol. 5, 1993, p. 1179-1201.
- « Regulation by Duopoly », Journal of Economics and Management Strategy, vol. 1, no 3, Fall 1992, p. 507-533.(avec Jean-Jacques Laffont)

### Articles dans la presse
- (en) « Sale of visas: A smuggler’s final song? », voxeu.org, 4 juin 2012.(avec Alice Mesnard)
- « La parité en politique, accélérateur de changement », Le Monde, 22 mai 2012.